# Grande dodecicosidodecaedro camuso
In geometria, il grande dodecicosidodecaedro camuso è un poliedro stellato uniforme, vale a dire non convesso o auto-intersecante, dotato di 104 facce - 80 triangolari e 24 a forma di pentagramma - 180 spigoli e 60 vertici,

## Coordinate cartesiane
Le coordinate cartesiane per i vertici di un grande dodecicosidodecaedro camuso di spigolo pari a 1 sono date da tutte le permutazioni pari di 
{\displaystyle \left(\pm {\sqrt {\frac {{\sqrt {5}}-1-2{\sqrt {{\sqrt {5}}-2}}}{8}}},\,\pm {\sqrt {\frac {3-{\sqrt {5}}-{\sqrt {10{\sqrt {5}}-22}}}{8}}},\,\pm {\sqrt {\frac {2+{\sqrt {2{\sqrt {5}}-2}}}{8}}}\right),}
{\displaystyle \left(0,\,\pm {\frac {\sqrt {3-{\sqrt {5}}}}{2}},\,\pm {\frac {\sqrt {{\sqrt {5}}-1}}{2}}\right),}
{\displaystyle \left(\pm {\sqrt {\frac {3-{\sqrt {5}}+{\sqrt {10{\sqrt {5}}-22}}}{8}}},\,\pm {\sqrt {\frac {2-{\sqrt {2{\sqrt {5}}-2}}}{8}}},\,\pm {\sqrt {\frac {{\sqrt {5}}-1+2{\sqrt {{\sqrt {5}}-2}}}{8}}}\right).}

## Poliedri correlati
Il grande dodecicosidodecaedro camuso condivide tutti i suoi vertici e spigoli, 20 delle sue facce triangolari e tutte le sue facce a forma di pentagramma, con il grande dirombicosidodecaedro, mentre condivide le sue altre 60 facce triangolari e le sue facce a forma di pentagramma con il grande dirombicosidodecaedro dicamuso, che ha lo stesso numero di vertici e di spigoli del grande dirombicosidodecaedro ma con una diversa disposizione delle facce triangolari.
| Inviluppo convesso                | Grande dodecicosidodecaedro camuso | Grande dirombicosidodecaedro      |
| Grande dirombidodecaedro dicamuso | Composto di venti ottaedri         | Composto di venti tetraemiesaedri |

### Grande esacontaedro esagonale
Il grande esacontaedro esagonale è un poliedro stellato isoedro, nonché il duale del grande dodecicosidodecaedro camuso, avente per facce 60 esagoni irregolari non convessi.
Dato un grande dodecicosidodecaedro camuso di spigolo pari a 1, immaginando il grande esacontaedro esagonale come composto da 60 facce intersecanti a forma di esagono irregolare, come riportato nella figura sottostante, di cui solo una parte visibile all'esterno del solido, e considerando la sezione aurea {\displaystyle \phi }, ogni faccia risulta avere quattro angoli uguali di ampiezza pari a {\displaystyle 90^{\circ }}, un angolo di ampiezza pari a {\displaystyle \arccos(-\phi ^{-1})\approx 128,172\,707\,627\,01^{\circ }} e uno di ampiezza pari a {\displaystyle 360^{\circ }-\arccos(-\phi ^{-1})\approx 231,827\,292\,372\,99^{\circ }}, con due lati corti di lunghezza pari a {\displaystyle 1-\phi ^{-3/2}\approx 0,514\,131\,728\,24}, due medi di lunghezza pari a {\displaystyle 1+\phi ^{-3/2}\approx 1,485\,868\,271\,76} e due più lunghi di lunghezza pari a 2.